# Ory Okolloh

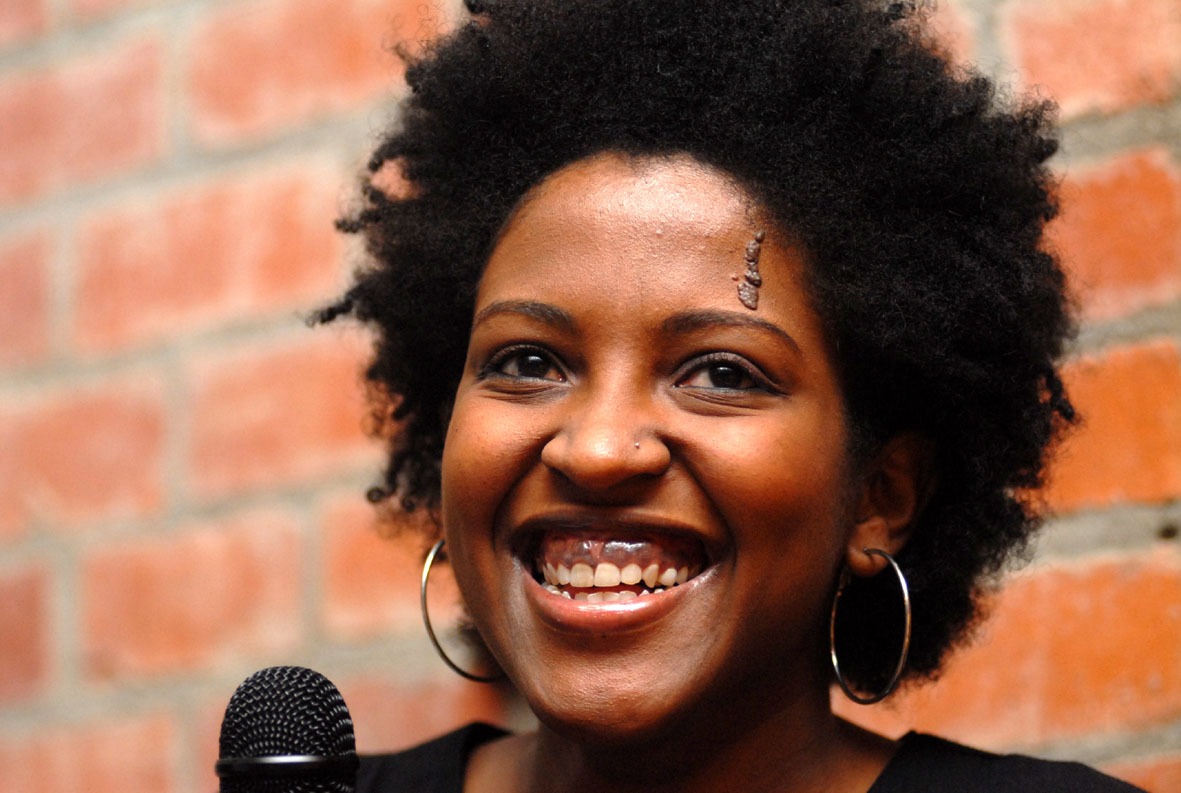
Okolloh năm 2006

Ory Okolloh (hay Ory Okolloh Mwangi) là một nhà hoạt động xã hội tại Kenya, một luật sư và là blogger của Kenya. Cô là Giám đốc Đầu tư tại Omidyar Network. Cô trước đây từng là Quản lý chính sách của Google ở châu Phi và được công nhận rộng rãi như là một trong những phụ nữ có ảnh hưởng nhất trên lĩnh vực công nghệ trên toàn cầu.
Năm 2006, cô đồng sáng lập trang web giám sát quốc hội Mzalendo (tiếng Swahili: "Patriot"). Trang web này tìm cách tăng trách nhiệm giải trình của chính phủ bằng các hóa đơn, bài phát biểu, nghị sĩ, đơn đặt hàng, v.v.
Khi Kenya bị nhấn chìm trong bạo lực sau một cuộc bầu cử tổng thống tranh chấp năm 2007, Okolloh đã giúp tạo ra Ushahidi, một trang web thu thập và ghi lại các báo cáo nhân chứng về bạo lực bằng tin nhắn văn bản và Google Maps. Công nghệ này kể từ đó đã được điều chỉnh cho các mục đích khác nhau (bao gồm cả việc giám sát các cuộc bầu cử và theo dõi tình trạng sẵn có của dược phẩm) và được sử dụng trong một số đất nước khác.
Okolloh có một blog cá nhân, Kenund Pundit, được giới thiệu trên Global Voices Online.
Cô đã từng là cố vấn pháp lý cho các tổ chức phi chính phủ và đã làm việc tại Covington and Burling, Ủy ban Nhân quyền Quốc gia Kenya và Ngân hàng Thế giới.
Okolloh được bổ nhiệm vào Hội đồng quản trị của Công ty cổ phần sáng lập Thomson Reuters, cơ quan hoạt động như một người giám hộ của Thomson Reuters Trust Principles vào tháng 5 năm 2015.
Okolloh được sinh ra trong một gia đình tương đối nghèo. Cô lấy bằng đại học về Khoa học Chính trị của Đại học Pittsburgh và tốt nghiệp Trường Luật Harvard năm 2005. Cha cô qua đời vì AIDS năm 1999. Okolloh sống ở Nairobi, Kenya, cùng với chồng và ba đứa con.